# Anna von Liebenau
Anna von Liebenau (* 15. April oder 15. September 1847 in Luzern; † 9. April 1915 in Luzern) war eine Schweizer Schriftstellerin.

## Leben
Anna von Liebenau wuchs als Tochter von Hermann von Liebenau und Jakobea Pfyffer von Altishofen in einer römisch-katholischen Familie auf. Nach der Schule widmete sie sich dem Selbststudium. Neben karitativen Aufgaben war sie, wie ihr Vater, schriftstellerisch tätig. Sie hielt sich eineinhalb Jahre in Paris auf und übersetzte zunächst Werke wie Ansprache an junge junge christliche Frauen und Jean-François Landriots Die starkmutige Frau aus dem Französischen. Ihr besonderes Interesse galt Frauenbiografien, «um Frauenwirken vor dem Vergessen zu bewahren». Beispielsweise schrieb sie über die Basler Malerin und Mäzenin Emilie Linder. Nachdem ihr Bruder Theodor von Liebenau erblindete, konnte er dank der Unterstützung seiner Schwester seiner Arbeit als Staatsarchivar von Luzern weiter nachgehen.

## Werke
- Maienblumen. 31 Erwägungen und Gebete für den Maienmonat. A. Laumann, 1880.[3]
- Charakterbilder aus Luzern’s Vergangenheit: Petermann Feer, der Held von Dornach; Kaspar Pfyffer, der Stifter des Wesemlinklosters; Hans Schürpf, der Streiter von Yverdon; drei edle Eidgenossen aus dem XV. und XVI. Jahrhundert. Prell, Luzern 1884.[4] (Digitalisat)
- Marienkrone. Ein Erbauungs- und Gebetbuch für alle Verehrer der allerseligsten Jungfrau. 1887.[2]
- Die perfekte Wirtschafterin. Selbstverlag der Haushaltungsschulen, 1890.[1]
- Ans Frauenherz. Worte der Liebe und Freundschaft für die katholische Frau. A. Laumann, Dülmen 1893.
- Die christliche Jungfrau. Worte der Belehrung und Ermunterung. A. Laumann, Dülmen 1893.
- Die künftige Hausfrau. Praktische Winke für erwachsene Töchter und angehende Hausfrauen. A. Laumann, Dülmen 1894.
- Rosenblüten und Edelweiss. Den katholischen Jungfrauen gewidmet. 1895.[2]
- Emilie Linder und ihre Zeit. Ein Charakter- und Sittenbild aus der ersten Hälfte des scheidenden Jahrhunderts. Festschrift zu deren hundertstem Geburtstage und zum 100-jährigen Jubiläum der Gründung der katholischen Gemeinde in Basel. Räber, Luzern 1897.
- Die christliche Frau in ihren religiösen Pflichten und Bedürfnissen. Bearb. nach den Werken des hl. Franz von Sales, Bossouett, Fenelon, Bourdaloue, Landriot und Faber, und gewidmet den katholischen Frauen und Töchtern. 2. Aufl., Räber, Luzern 1897.[2]